# Sự nghiệp điện ảnh của Keanu Reeves

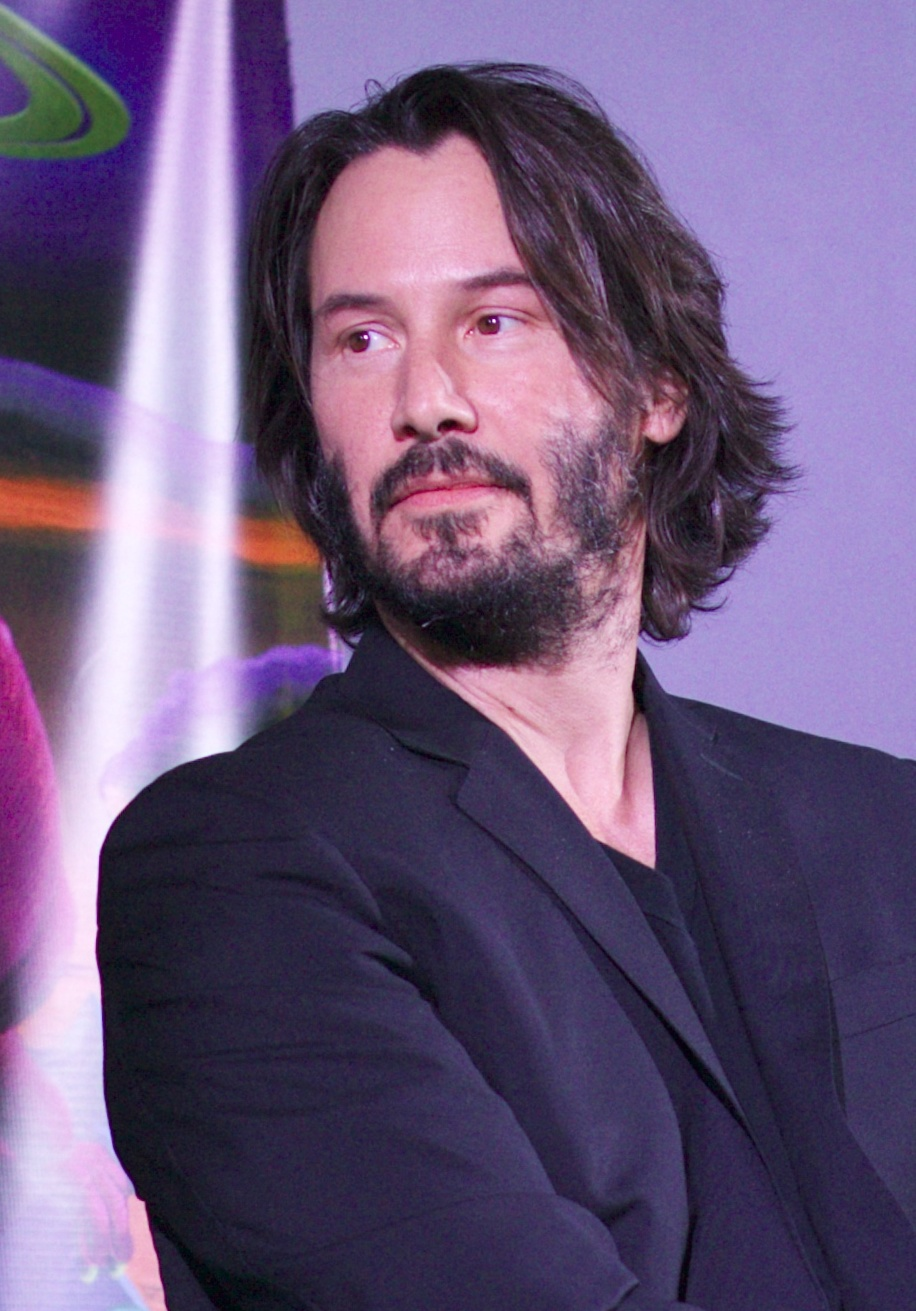
Reeves năm 2013

Diễn viên người Canada Keanu Reeves đã xuất hiện trong các bộ phim điện ảnh, phim truyền hình và trò chơi điện tử. Anh xuất hiện lần đầu trong bộ phim ngắn One Step Away năm 1985. Năm sau, Reeves xuất hiện trong bộ phim tội phạm River's Edge và các phim truyền hình Babes in Toyland, Act of Vengeance và Brotherhood of Justice. Vai chính đầu tiên của anh là một thiếu niên đối diện với vụ tự tử của người bạn thân trong bộ phim truyền hình chính kịch Permanent Record năm 1988. Vai diễn đột phá đầu tiên là khi anh thủ vai kẻ du hành thời gian Ted "Theodore" Logan trong bộ phim hài khoa học viễn tưởng Bill & Ted's Excellent Adventure (1989) với Alex Winter. Bộ phim này đã bất ngờ thành công về mặt thương mại. Reeves tiếp tục với một vai phụ trong phim hài Parenthood của Ron Howard. Năm 1991, anh tham gia bộ phim hành động Point Break cùng với Patrick Swayze, phim hài khoa học viễn tưởng Bill & Ted's Bogus Journey và phim truyền hình chính kịch độc lập đã giúp Reeves nhận được sự tán dương rộng rãi từ các nhà phê bình, My own Private Idaho.
Anh cũng nhận được nhiều lời khen khi vào vai cảnh sát trong bộ phim hành động giật gân Speed (1994) với Sandra Bullock. Bộ phim đã trở thành một thành công về mặt thương mại. Tuy nhiên, tiếp theo anh đã tham gia một loạt các bộ phim thể hiện rất tệ tại phòng vé, bao gồm Johnny Mnemonic (1995) và Chain Reaction (1996). Sự nghiệp của anh có một bước ngoặt khi anh vào vai hacker máy tính Neo trong bộ phim khoa học viễn tưởng Ma trận (1999). Bộ phim là một thành công về mặt thương mại và được giới phê bình tán dương mạnh mẽ. Anh đã thể hiện lại vai diễn này trong các phần 2 và 3 của bộ phim (cùng 2003). Reeves đóng vai nhà trừ tà John Constantine trong Constantine và một nha sĩ trong bộ phim hài-chính kịch Thumbsucker (cùng 2005). Anh tái hợp với Bullock trong bộ phim chính kịch lãng mạn Ngôi nhà bên hồ (2006). Năm 2008, Reeves đóng vai người ngoài hành tinh Klaatu trong phim Ngày Trái Đất ngừng quay.
Reeves đóng vai một sát thủ và là vai chính trong phim hành động giật gân Sát thủ John Wick (2014), cũng là một thành công về thương mại và nhận được sự đón nhận tích cực từ các nhà phê bình. Anh cũng đóng vai chính trong các phần tiếp theo của bộ phim, Sát thủ John Wick: Phần 2 (2017) và Sát thủ John Wick: Phần 3 – Chuẩn bị chiến tranh (2019). Năm 2016, anh vào vai hồn ma của một diễn viên đóng thế trong bộ phim truyền hình Mỹ-Thụy Điển Swedish Dicks. Reeves lồng tiếng cho một đồ chơi trong phim hoạt hình Câu chuyện đồ chơi 4 (2019). Phim thu về hơn 1 tỷ đô la Mỹ tại phòng vé trên toàn cầu. Ngoài các vai chính, anh còn thủ vai châm biếm chính mình trong phim Always Be My Maybe trên Netflix.

## Điện ảnh
| Phim chưa được phát hành | Phim chưa được phát hành |

| Năm  | Tựa đề                                           | Vai                                | Ghi chú                       | Nguồn         |
| ---- | ------------------------------------------------ | ---------------------------------- | ----------------------------- | ------------- |
| 1985 | One Step Away                                    | Ron Petrie                         | Phim ngắn                     | [ 14 ] [ 15 ] |
| 1986 | Youngblood                                       | Heaver                             |                               | [ 16 ]        |
| 1986 | Flying                                           | Tommy                              |                               | [ 17 ] [ 18 ] |
| 1986 | River's Edge                                     | Matt                               |                               | [ 19 ]        |
| 1988 | The Night Before                                 | Winston Connelly                   |                               | [ 20 ]        |
| 1988 | Permanent Record                                 | Chris Townsend                     |                               | [ 21 ] [ 22 ] |
| 1988 | The Prince of Pennsylvania                       | Rupert Marshetta                   |                               | [ 23 ]        |
| 1988 | Dangerous Liaisons                               | Le Chevalier Raphael Danceny       |                               | [ 24 ]        |
| 1989 | Bill & Ted's Excellent Adventure                 | Ted "Theodore" Logan               |                               | [ 25 ] [ 26 ] |
| 1989 | Parenthood                                       | Tod Higgins                        |                               | [ 27 ]        |
| 1990 | I Love You to Death                              | Marlon James                       |                               | [ 28 ]        |
| 1990 | Tune in Tomorrow                                 | Martin Loader                      |                               | [ 29 ]        |
| 1991 | Điểm vỡ                                          | Johnny Utah                        |                               | [ 30 ]        |
| 1991 | Bill & Ted's Bogus Journey                       | Ted "Theodore" Logan               |                               | [ 25 ] [ 26 ] |
| 1991 | My Own Private Idaho                             | Scott Favor                        |                               | [ 31 ]        |
| 1992 | Bram Stoker's Dracula                            | Jonathan Harker                    |                               | [ 32 ]        |
| 1993 | Much Ado About Nothing                           | Don John                           |                               | [ 33 ]        |
| 1993 | Even Cowgirls Get the Blues                      | Julian Gitche                      |                               | [ 34 ] [ 35 ] |
| 1993 | Freaked                                          | Ortiz the Dog Boy                  | Khách mời không được ghi công | [ 36 ]        |
| 1993 | Vị tiểu Phật                                     | Prince Siddhartha                  |                               | [ 37 ]        |
| 1994 | Tốc độ                                           | Jack Traven                        |                               | [ 38 ]        |
| 1995 | Johnny Mnemonic                                  | Johnny Mnemonic                    |                               | [ 39 ]        |
| 1995 | A Walk in the Clouds                             | Paul Sutton                        |                               | [ 40 ]        |
| 1996 | Phản ứng nghịch truyền                           | Eddie Kasalivich                   |                               | [ 41 ]        |
| 1996 | Feeling Minnesota                                | Jjaks Clayton                      |                               | [ 42 ] [ 43 ] |
| 1997 | The Last Time I Committed Suicide                | Harry                              |                               | [ 44 ]        |
| 1997 | Luật sư của quỷ                                  | Kevin Lomax                        |                               | [ 45 ]        |
| 1999 | Ma trận                                          | Thomas Anderson / Neo              |                               | [ 46 ]        |
| 1999 | Me and Will                                      | Chính anh                          | Khách mời không được ghi công | [ 47 ]        |
| 2000 | The Replacements                                 | Shane Falco                        |                               | [ 48 ]        |
| 2000 | The Watcher                                      | David Allen Griffin                |                               | [ 49 ]        |
| 2000 | The Gift                                         | Donnie Barksdale                   |                               | [ 50 ] [ 51 ] |
| 2001 | Tháng 11 ngọt ngào                               | Nelson Moss                        |                               | [ 52 ]        |
| 2001 | Hardball                                         | Conor O'Neill                      |                               | [ 53 ]        |
| 2003 | Ma trận 2                                        | Thomas Anderson / Neo              |                               | [ 54 ]        |
| 2003 | Animatrix                                        | Thomas Anderson / Neo (lồng tiếng) |                               | [ 55 ]        |
| 2003 | Ma trận 3                                        | Thomas Anderson / Neo              |                               | [ 56 ]        |
| 2003 | Điều chia sẻ ngọt ngào                           | Dr. Julian Mercer                  |                               | [ 57 ]        |
| 2005 | Constantine                                      | John Constantine                   |                               | [ 58 ]        |
| 2005 | Thumbsucker                                      | Dr. Perry Lyman                    |                               | [ 59 ]        |
| 2005 | Ellie Parker                                     | Chính anh                          | Khách mời                     | [ 60 ]        |
| 2006 | A Scanner Darkly                                 | Bob Arctor                         |                               | [ 61 ]        |
| 2006 | Ngôi nhà bên hồ                                  | Alex Wyler                         |                               | [ 62 ]        |
| 2006 | The Great Warming                                | Người dẫn chuyện                   | Phim tài liệu                 | [ 63 ]        |
| 2008 | Bá vương đường phố                               | Detective Tom Ludlow               |                               | [ 64 ]        |
| 2008 | Ngày Trái Đất ngừng quay                         | Klaatu                             |                               | [ 65 ]        |
| 2009 | The Private Lives of Pippa Lee                   | Chris Nadeau                       |                               | [ 66 ]        |
| 2010 | Tội ác của Henry                                 | Henry Torne                        |                               | [ 67 ]        |
| 2012 | Side by Side                                     | Chính anh                          | Đồng sản xuất; phim tài liệu  | [ 68 ]        |
| 2012 | Generation Um...                                 | John                               |                               | [ 69 ]        |
| 2013 | Thái cực hiệp                                    | Donaka Mark                        | Đồng đạo diễn                 | [ 70 ]        |
| 2013 | 47 Ronin                                         | Kai                                |                               | [ 71 ]        |
| 2014 | Sát thủ John Wick                                | John Wick                          |                               | [ 72 ]        |
| 2015 | Knock Knock                                      | Evan Webber                        | Đồng giám đốc sản xuất        | [ 73 ]        |
| 2015 | Deep Web                                         | Người dẫn chuyện                   | Phim tài liệu                 | [ 74 ]        |
| 2015 | Mifune: The Last Samurai                         | Người dẫn chuyện                   | Phim tài liệu                 | [ 75 ]        |
| 2016 | Exposed                                          | Detective Scott Galban             | Đồng sản xuất                 | [ 76 ] [ 77 ] |
| 2016 | Keanu                                            | Keanu (lồng tiếng)                 | Khách mời                     | [ 78 ]        |
| 2016 | The Neon Demon                                   | Hank                               |                               | [ 79 ]        |
| 2016 | The Bad Batch                                    | The Dream                          |                               | [ 80 ]        |
| 2016 | The Whole Truth                                  | Richard Ramsay                     |                               | [ 81 ]        |
| 2017 | To the Bone                                      | Dr. William Beckham                |                               | [ 82 ]        |
| 2017 | Sát thủ John Wick: Phần 2                        | John Wick                          |                               | [ 83 ]        |
| 2017 | A Happening of Monumental Proportions            | Bob                                | Khách mời                     | [ 84 ] [ 85 ] |
| 2017 | SPF-18                                           | Chính anh                          | Khách mời                     | [ 86 ] [ 87 ] |
| 2018 | Siberia                                          | Lucas Hill                         | Đồng sản xuất                 | [ 88 ]        |
| 2018 | Destination Wedding                              | Frank                              |                               | [ 89 ]        |
| 2018 | Replicas                                         | Will Foster                        | Đồng sản xuất                 | [ 90 ]        |
| 2019 | Sát thủ John Wick: Phần 3 – Chuẩn bị chiến tranh | John Wick                          |                               | [ 91 ]        |
| 2019 | Always Be My Maybe                               | Chính anh                          |                               | [ 92 ] [ 93 ] |
| 2019 | Câu chuyện đồ chơi 4                             | Duke Caboom (lồng tiếng)           |                               | [ 94 ]        |
| 2019 | Already Gone                                     | —                                  | Giám đốc sản xuất             | [ 95 ]        |
| 2019 | Between Two Ferns: The Movie                     | Chính anh                          | Khách mời                     | [ 96 ]        |
| 2020 | The SpongeBob Movie: Sponge on the Run           | Sage                               |                               | [ 97 ] [ 98 ] |
| 2020 | Bill & Ted Face the Music                        | Ted "Theodore" Logan               |                               | [ 99 ]        |
| 2021 | Ma trận: Hồi sinh                                | Thomas Anderson / Neo              |                               | [ 100 ]       |
| 2022 | DC League of Super-Pets                          | CTB                                | Lồng tiếng; Đang quay         | [ 101 ]       |
| 2022 | Sát thủ John Wick 4                              | John Wick                          | Đang quay                     | [ 102 ]       |

## Truyền hình
| Năm       | Tựa đề                            | Vai                               | Ghi chú                             | Nguồn           |
| --------- | --------------------------------- | --------------------------------- | ----------------------------------- | --------------- |
| 1984      | Hangin' In                        | Khách hàng tuổi teen              |                                     | [ 103 ]         |
| 1985      | Letting Go                        | Thanh thiếu niên                  | Phim điện ảnh truyền hình           | [ 104 ]         |
| 1985      | Night Heat                        | Kẻ lừa đảo Giang hồ # 1           | 2 tập                               | [ 105 ]         |
| 1985      | Fast Food                         | Bánh quy giòn                     |                                     | [ 106 ]         |
| 1986      | The Disney Sunday Movie           | Michael Riley (ở tuổi 17)         | Tập: "Young Again"                  | [ 107 ]         |
| 1986      | Babes in Toyland                  | Jack Nimble                       | Phim truyền hình                    |                 |
| 1986      | Act of Vengeance                  | Buddy Martin                      | Phim truyền hình                    | [ 108 ]         |
| 1986      | Brotherhood of Justice            | Derek                             | Phim truyền hình                    | [ 42 ]          |
| 1986      | Under the Influence               | Eddie Talbot                      | Phim truyền hình                    | [ 109 ] [ 110 ] |
| 1987      | Trying Times                      | Joey                              | Tập: "Moving Day"                   | [ 111 ]         |
| 1989      | Life Under Water                  | Kip                               | Phim truyền hình                    | [ 112 ]         |
| 1989      | The Tracey Ullman Show            | Jesse Walker                      | Phân đoạn: "Two Lost Souls"         | [ 113 ]         |
| 1990      | Bill & Ted's Excellent Adventures | Ted "Theodore" Logan (lồng tiếng) | 13 tập                              | [ 114 ]         |
| 2009      | Bollywood Hero                    | Chính anh                         | Khách mời Phim truyền hình ngắn tập | [ 115 ]         |
| 2016–2018 | Swedish Dicks                     | Tex                               | 13 tập                              | [ 116 ]         |
| 2020      | A World of Calm                   | Người dẫn chuyện                  | Tập: "Living Among Trees"           | [ 117 ]         |

## Trò chơi điện tử
| Năm  | Tựa đề             | Vai               | Ghi chú                                             | Nguồn   |
| ---- | ------------------ | ----------------- | --------------------------------------------------- | ------- |
| 2003 | Enter the Matrix   | Neo               | Trong các cảnh người đóng                           | [ 118 ] |
| 2020 | Cyberpunk 2077     | Johnny Silverhand | Lồng tiếng, ngoài ra còn có ghi hình chuyển động    | [ 119 ] |
| 2021 | The Matrix Awakens | Chính mình / Neo  | Lồng tiếng, mô phỏng công nghệ đi kèm cho Ma trận 4 | [ 120 ] |